# Massacre de la garnison romaine en Arménie par Artaxias II
 (juillet 2025).
Le massacre de la garnison romaine en Arménie (vers 30 av. J.-C.) est un soulèvement arménien dirigé par Artaxias II contre la présence militaire et économique romaine après la chute de son père Artavazde II. En représailles à l’exécution de ce dernier par Cléopâtre VII en Égypte, Artaxias II lance une purge générale : la garnison romaine stationnée en Arménie et des milliers de commerçants romains sont massacrés, soit environ 30 000 victimes.  

## Contexte
Après la défaite arménienne face à Marc Antoine en 34 av. J.-C., le roi Artavazde II est capturé et exécuté sur ordre de Cléopâtre VII à Alexandrie. Son fils Artaxias II, réfugié en Parthie, revient en Arménie en 30 av. J.-C. et jure de venger son père en éradiquant toute présence romaine.  

## Déroulement
Artaxias II profite du retrait partiel des troupes romaines après la bataille d’Actium. La garnison restante, d’environ 6 000 hommes, ainsi que les commerçants romains installés dans les villes arméniennes, sont attaqués simultanément.  
Les légionnaires sont exterminés, et la population marchande massacrée dans un mouvement anti-romain et anti-occupation. Les estimations antiques parlent d’environ 30 000 morts.  

## Conséquences
Le massacre provoque un choc à Rome et pousse Octavien Auguste à préparer une riposte. Cependant, les priorités stratégiques en Égypte et en Parthie retardent toute intervention directe. L’Arménie passe temporairement sous influence parthe et devient un symbole de résistance à Rome. Cet épisode marque l’histoire arménienne comme un acte de vengeance dynastique et nationale.